# Brigida Antónia Correia

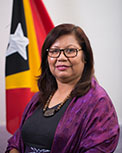
Brigida Antónia Correia

Brigida Antónia Correia (* 26. Dezember 1964 in Bazartete, Portugiesisch-Timor) ist eine Politikerin aus Osttimor. Sie ist seit 2007 Mitglied der Partei Congresso Nacional da Reconstrução Timorense (CNRT). Davor war sie seit 2000 Mitglied der Partido Trabalhista. Correia ist Master in Landwirtschaft.

## Profil
Von 2000 bis 2014 war Correia Dozentin an der Fakultät für Landwirtschaft an der Universidade Nasionál Timór Lorosa'e (UNTL) und forschte im Bereich Ackerbau und Viehzucht. Außerdem war sie von 2005 bis 2012 Direktorin der Nichtregierungsorganisation Vecom.
Seit 2007 war Correia Abgeordnete des Nationalparlaments Osttimors. Von 2009 bis 2011 war sie Vizepräsident der Nationalen Richtlinienkommission der CNRT. Seit 2011 war sie einfaches Mitglied der Kommission. Auf Listenplatz 12 des CNRT zog Correia bei den Parlamentswahlen 2017 wieder erfolgreich in das Parlament ein. Sie wurde nun Mitglied in der Kommission für konstitutionelle Angelegenheiten, Justiz, Öffentliche Verwaltung, lokale Rechtsprechung und Korruptionsbekämpfung (Kommission A) und Mitglied im Verwaltungsrat des Parlaments. Bei den Parlamentswahlen 2018 verpasste Correira den Einzug in das Parlament auf Listenplatz 57 der Aliança para Mudança e Progresso (AMP), der gemeinsamen Liste von CNRT, PLP und KHUNTO.